# Pateen

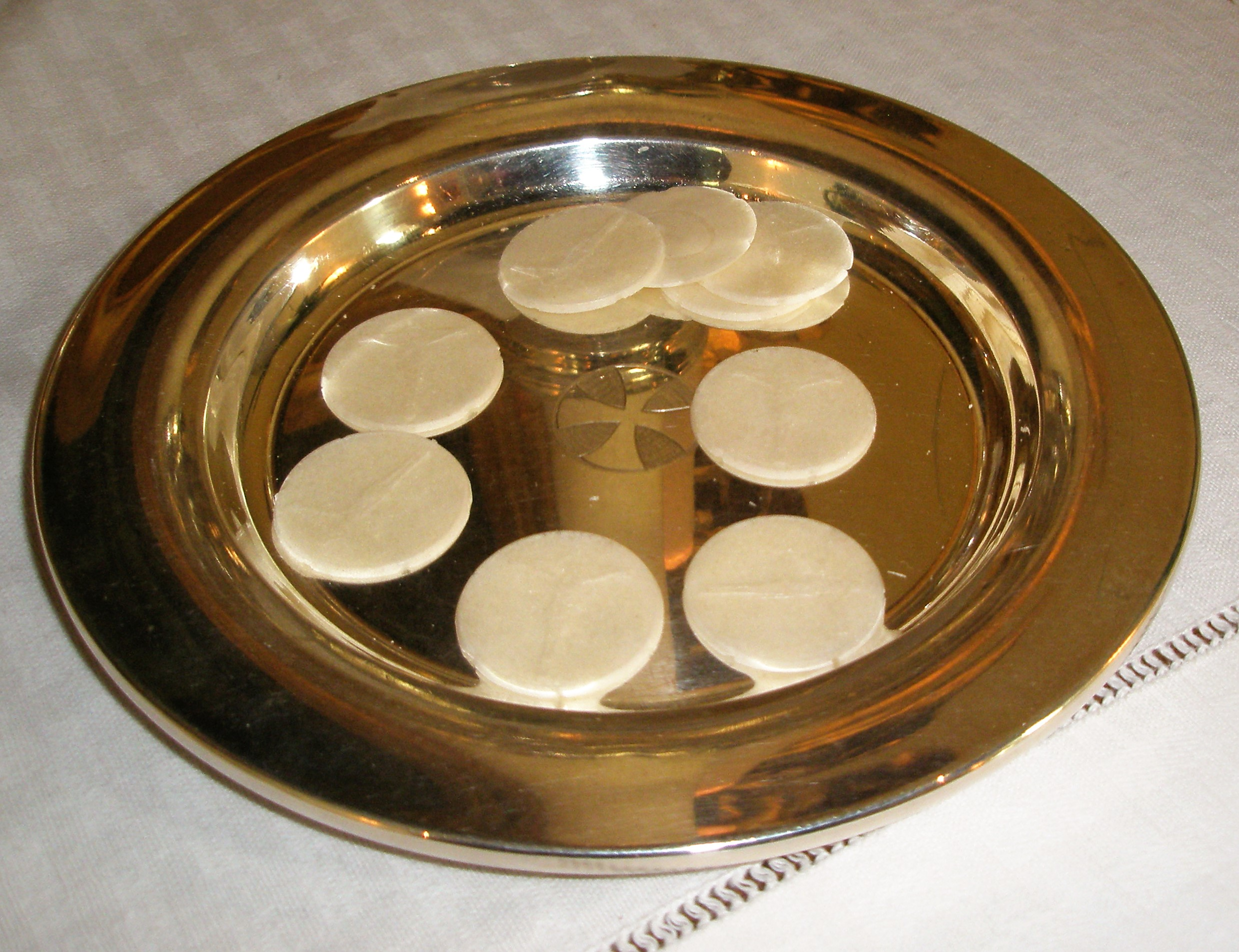
Hosties op een pateen

De (kelk)pateen (Grieks 'πατάνη' of 'πατήνα', Latijn 'patina', middeleeuws Latijn 'patena': schaal) is een uiterst plat gewalst schijfje van verguld koper of zilver dat precies op een miskelk past en dat behoort tot de vasa sacra van het liturgisch vaatwerk in de Katholieke Kerk. Tijdens de Mis wordt de hostie op de pateen gelegd en later daarop gebroken.
Omdat de pateen gebruikt wordt om er het Allerheiligste op te leggen, moest de pateen vroeger verguld zijn. Tegenwoordig geldt nog steeds de verplichting dat hij uit een edel materiaal wordt vervaardigd. Breekbare materialen zoals aardewerk zijn niet toegestaan. 
Tot het Tweede Vaticaans Concilie was enkel de geestelijke bevoegd het liturgische vaatwerk aan te raken, met gewijde handen. Daarom moest een koster witte handschoenen dragen om de miskelk, de pateen en de ciborie klaar te zetten of op te ruimen.
De Anglicaanse Kerk gebruikt de pateen en de miskelk ook.

## Geschiedenis
De pateen is voortgekomen uit een echt, diep schaaltje. In de loop der eeuwen ging men hem steeds platter maken, het is niet helemaal duidelijk waarom.
Er zijn tijdens de Tweede beeldenstorm vele patenen zonder de bijbehorende kelken in de antiekhandel terechtgekomen.

## Communiepateen
Naast de kelkpateen bestaat er ook nog de communiepateen. Deze wordt door een misdienaar, die de Communie uitreikende priester bijstaat, onder de kin gehouden van de gelovigen, die dan de Communie geknield op de tong ontvangen. De communiepateen voorkomt dat geconsacreerde deeltjes van de hostie op de grond vallen of verloren gaan. Sinds het Tweede Vaticaans Concilie is deze pateen in Nederland en Vlaanderen (en de meeste delen van de westerse Kerk) sterk in onbruik geraakt. In het buitenland (bijvoorbeeld in delen van Zuid-Duitsland, Polen en Slowakije) wordt hij soms nog gebruikt, net als in de Tridentijnse ritus.